# Militärflugplatz Mińsk Mazowiecki

i7
i11
i13
Die 23. Baza Lotnictwa Taktycznego (23. Taktischer Luftstützpunkt) ist ein Militärflugplatz der polnischen Luftstreitkräfte (Siły Powietrzne Rzeczypospolitej Polskiej). Die Basis liegt in der Woiwodschaft Masowien im Powiat Miński etwa sechs Kilometer östlich des Zentrums von Mińsk Mazowiecki. Sie war die Basis von MiG-29-Abfangjägern.

## Geschichte
Der langjährige Nutzer während des Kalten Kriegs war zwischen 1956 und 1971 das 1. Kampfflugzeug-Regiment, 1 Pułk Lotnictwa Myśliwsko-Bombowego "Warszawa", das anfangs mit MiG-15 und ab 1963 mit der MiG-21 ausgerüstet war. Die Umrüstung auf die bis Ende 2022 geflogene MiG-29A/UB erfolgte 1989. Das Regiment wurde im Rahmen einer Umorganisation im Vorfeld des NATO-Beitritts Polens zum Jahresbeginn 2001 zur 23. Baza Lotnicza (23. Luftbasis) umorganisiert und wurde 2010 in 23. Baza Lotnictwa Taktycznego umbenannt.
Die Basis wurde 2023 Heimat der FA-50, wozu im Vorfeld die 1. Eskadra Lotnictwa Taktycznego (1. elt) Ende 2022 ihre MiG-29 an die 41.elt in Malbork abgab. Im Sommer 2025 kam es erstmals seit Ende des Zweiten Weltkriegs im Rahmen des "enhanced Air Policing North" (eAPN) zu einer mehrwöchigen Verlegung deutscher Kampfflugzeuge, in diesem Fall Eurofighter Typhoon des TLG 31 "B", auf polnisches Territorium.

## Heutige Nutzung
Die Basis beherbergt zurzeit (2023):
- Grupo Reagowania Operacyjno Manewrowego  (GRUPO), Helikopterstaffel, mit S-70i-Helikoptern ausgerüstet.
- 2. Grupa Poszukiwawczo-Ratownicza (2.gpr), PZL W-3 Sokół, eine Gruppe Combat-Search-and-Rescue-Helikopter. Sie untersteht dem 3. Lufttransport-Geschwader in Powidz.

Daneben gibt es nichtfliegende Verbände.